# Апанасенко Дмитро Борисович
Апанасенко Дмитро Борисович (17 липня 1967) — радянський ватерполіст.
Бронзовий призер Олімпійських Ігор 1992 року, учасник 1988, 1996 років.
Бронзовий призер Чемпіонату світу з водних видів спорту 1994 року.
Чемпіон Європи з водного поло 1987 року, бронзовий призер 1991 року.